# Капище (село)
За езическите светилища вижте статията Капище.
Капище е село в Североизточна България. То се намира в община Антоново, област Търговище.

## История
1. ↑  www.grao.bg